# Петри, Олаус
О́лаус Пе́три (лат. Olaus/Olavus Petri, Улоф Петтерсон (швед. Olof Pettersson); 6 января 1493, Эребру — 19 апреля 1552, Стокгольм) — шведский священник, теолог, хронист, писатель и драматург, активный деятель Реформации в Швеции, автор «Шведской хроники». Брат Лаурентиуса Петри Нерициуса.

## Биография
Родился в семье кузнеца. Изучал теологию в Уппсальском университете, затем в Лейпциге. В 1516—1518 годах учился в Виттенбергском университете. Во время пребывания в Германии познакомился с главными деятелями Реформации Филиппом Меланхтоном и Мартином Лютером, став последователем их идей.
В 1519 году вернулся на родину со своим братом и вместе с ним начал проповедовать идеи Реформации в духе лютеранства. В 1520 году получил сан дьякона в Стренгнесе. В этом же году отправился в Стокгольм на коронование датского короля Кристиана II, который, разбив войска регента Швеции Стена Стуре, захватил столицу. Во время событий Стокгольмской кровавой бани 8—9 ноября 1520 года едва не погиб, но был спасён немцем, с которым он познакомился ещё в Виттенберге, представившим его своим соплеменником.
В 1523 году на престол взошёл новый король Густав I Ваза. Годом позже Петри при покровительстве Густава I был назначен секретарем Стокгольма и получил право проповедовать в главной церкви Стокгольма.

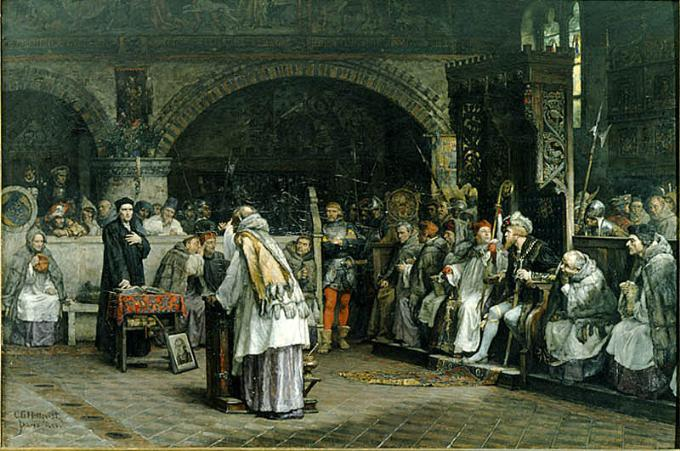
«Религиозные дебаты Олауса Петри с богословом-католиком Педером Галле». Худ. К. Г. Хелльквист, 1883 г.

Будучи священником, он активно проповедовал идеи Реформации, резко высказывался в отношении Католической церкви. В октябре 1524 года он и его брат были отлучены от церкви по причине ереси, однако это не изменило взгляды Петри — ведь он имел сильного сторонника в лице короля Швеции. В 1525 году он женился и впервые стал вести мессы на шведском языке.
Петри распространял новые идеи в Швеции не только своими проповедями, но и книгами: был один из участников перевода на шведский язык Нового Завета (1526), издал книгу протестантских псалмов «Шведские песни» (1530). Пребывая в должности секретаря г. Стокгольма, он составил памятную книгу «Tenkiebok», охватывающую события 1524—1529 годов. Перу его принадлежит также первое драматическое сочинение на шведском языке — «Комедия о Товии» (швед. Tobiae Commedia, 1550).
В 1531 году, не без влияния братьев Петри, король провозгласил Швецию лютеранской страной. В этом же году Петри занял пост королевского канцлера, на котором прослужил до 1533 года. Занимаясь проповедью лютеранства в народной среде, он встретил на первых порах сопротивление, в частности, со стороны крестьян провинции Даларна, взявшихся даже за оружие. Весной 1539 года он принял сан священника. Спустя несколько месяцев он попал в опалу к королю Густаву, возбудив против себя неудовольствие возражениями против обращения церковного имущества на мирские цели. В конце 1539 года он подвергся аресту вместе со своим другом и преемником на посту канцлера Лаврентием Андре, формально за недонесение о составленном против короля заговоре, про который ему сообщено было на исповеди. 2 января 1540 года он был приговорен судом к смертной казни, но затем помилован. Смертная казнь ему, как и Андре, заменена была крупным денежным штрафом. Впоследствии состоялось его примирение с королём.
В 1541 году Густав посылает ему своё письмо с просьбой составить новую хронику с целью прославления королевской власти и обоснования утверждения династии Ваза на шведском троне. Однако писать новое сочинение Петри не стал, ограничившись дополнением и расширением своего главного исторического труда.
В 1542 году Петри стал инспектором стокгольмских школ, а в 1543-м — дьяконом в церкви Святого Николая в Стокгольме, в котором он был похоронен после смерти.

## «Шведская хроника»
Наибольшее значение для науки имеет исторический труд Петри «Шведская хроника» (швед. Svenska Krönika), работу над которым она начал около 1530 года. Хроника составлялась на национальном языке, с использованием всех доступных автору архивных документов и средневековых источников, в числе которых были «Деяния епископов Гамбургской церкви» Адама Бременского (XI век), «Хроника Эрика» (первая пол. XIV века), анонимная «Прозаическая хроника» и «Хроника королевства готов» Эрика Олаи (XV век). Написанная превосходным языком и проникнутая строгой критикой цитируемых материалов, она заложила основы новой национальной историографии.
После смерти Петри «Шведская хроника» попала в королевские руки и вызвала немалый гнев Густава Вазы, обнаружившего, что беспристрастный автор, вместо того чтобы обелять королей, выставляет их главными виновниками народных бедствий. По королевскому приказу все рукописи хроники Петри были конфискованы, печатать её было запрещено и с тех пор она распространялась лишь в списках. В научный оборот хронику ввёл лишь в 1787 году французский учёный Л. Ф. Гинеман де Каральо, опубликовавший в Париже посвящённое ей исследование.
Лишь в 1818 году хроника опубликована была в «Scriptores rerum Suec. medii aevi», а в 1860 году выпущена отдельным критическим изданием под редакцией Густава Клемминга. В 1898 году в Гётеборге увидела свет монография шведского учёного Л. Ставенова «Олаус Петри как историописатель» (швед. Olaus Petri som historieskrivare), в которой тот справедливо отметил главные достоинства исторического труда Петри, а именно объективность оценок и исторический критицизм. В монографии Г. Т. Вестина «Историк Олаус Петри» (швед. Historieskrivaren Olaus Petri), опубликованной в 1946 году в Лунде, подробно разбирается вся источниковая база «Шведской хроники» Петри и методы работы его с историческим материалом. В новейшем исследовании Улофа Ферма «Olaus Petri och Heliga Birgitta», выпущенном в Стокгольме в 2007 году, прослеживается сходство идеологических воззрений Петри и Меланхтона, а также литературно-стилистичекие параллели между «Шведской хроникой» и «Всеобщей историей» Полибия.
В 2012 году увидел свет первый полный русский перевод «Шведской хроники», выполненный историком-скандинавистом из Института Всеобщей истории РАН А. Д. Щегловым для академической серии «Памятники исторической мысли», частично переизданный в 2021 году петербургским издательством «Евразия».

## Память
В 1898 году около Кафедрального собора Стокгольма был установлен монумент Олаусу Петри. В честь Олауса Петри названы камерный хор и церковь в Стокгольме (швед. Olaus Petri kyrka), церковь и школа в Эребру (швед. Olaus Petriskolan).

## В литературе
- Олаус Петри — главный герой пьесы А. Стриндберга «Местер Улуф».

## В филателии
В честь Олауса Петри выпущена серия из двух почтовых марок Швеции 1952 года.

## Издания
- Петри Олаус. Шведская хроника / Пер., послесл. и коммент. А. Д. Щеглова; Отв. ред. А. А. Сванидзе. — М.: Наука, 2012. — 424 с. — (Памятники исторической мысли). — 925 экз. — ISBN 978-5-02-038032-5. (в пер.)

- Петри Олаус. Из «Шведской хроники» // «Страна, что зовется Швеция»: Шведские исторические сочинения XIII—XVI веков / Пер., предисл. и коммент. А. Д. Щеглова. — СПб.: Евразия, 2021. — С. 207—271. — (Chronicon). — 1000 экз. — ISBN 978-5-8071-0567-7. (в пер.)